# Spółgłoska tylnojęzykowa
Spółgłoska tylnojęzykowa, welarna – sposób artykulacji spółgłosek polegający na zbliżeniu tylnej części języka do podniebienia miękkiego (łac. velum). W ten sposób wymawia się np. /k/, /ɡ/, /x/ (= polskie ch) oraz /ŋ/ (welarną spółgłoskę nosową jak w angielskim thing).
Ponieważ podniebienie miękkie ma stosunkowo dużą powierzchnię, a tył języka nie jest zbyt precyzyjnym narządem artykulacyjnym, spółgłoski tylnojęzykowe mają z reguły wiele wariantów fonetycznych i łatwo ulegają upodobnieniu np. do następujących po nich samogłosek. Przed samogłoskami przednimi spotyka się często warianty „zmiękczone” (palatalne lub tylnojęzykowe palatalizowane), jak początkowe spółgłoski w polskich wyrazach kino, ginąć i Chiny, o artykulacji przesuniętej ku przodowi jamy ustnej. W niektórych językach spotyka się głoski tylnojęzykowe labializowane, to jest wymawiane z zaokrągleniem warg, np. /kʷ/, w którym na artykulację /k/ nakłada się dodatkowo wymowa odpowiadająca samogłosce /u/.